# Prionapteryx yavapai
Prionapteryx yavapai là một loài bướm đêm trong họ Crambidae.